# Tossa de la Canal del Rito
La Tossa de la Canal del Rito és una muntanya de 1.197 metres que es troba entre el municipi d'Alfara de Carles, a la comarca del Baix Ebre i el de Beseit a la del Matarranya.